# TVer ID
JoinTV（ジョインティービー）は、日本テレビ放送網（NTV）が2012年3月14日に開始した、放送とインターネットを融合させた無料サービスである。日本テレビの深夜番組「IT情報番組iCon」にてスタートし、数多くのTV番組と連携し、日本テレビに限らず、WOWOWなどの番組でも楽しむことができたサービスである。
当初はネットに接続された通常の地デジテレビに、セットトップボックスなどの専用の装置を介することなく、Facebookアカウントでログインし、友人と一緒に番組視聴を楽しめるなどの新しい視聴体験を提供したため、ソーシャルテレビ視聴サービスと称することもある。

## 概要
JoinTVとは、ネットに接続された地デジテレビや、スマートフォンなどで利用できるテレビ番組を、インタラクティブ化、ソーシャル化させるトータルプラットフォーム&ソリューションで、放送と通信を活用した「マスとパーソナルの融合」を目指したシステムである。
当時最新のスマートテレビやセットトップボックスを購入することなく、広く一般的に普及していた地上波デジタル放送対応テレビをインターネットに接続するだけで、クラウドサーバー側のJoinTVシステムが、テレビに搭載されたBMLという技術と一般的なHTML技術のデータ変換を行い、ユーザー認証や、個人ごとに最適な情報を表示したり、視聴データ収集などの一連の処理を即座に処理する。
当初はFacebookアカウントでテレビの画面上に視聴者のフェイスブック上の友達が表示され、離れた場所にいても、一緒に番組を楽しむことができる世界観で打ち出した。テレビは一意に同じ情報を出すことを得意としている媒体だが、オンラインと組み合わせると、人に応じて情報を出し分けることができることも強調。
その後、日本テレビの番組を中心に、金曜ロードSHOW!や情報バラエティ番組、WOWOWの金曜カーソルなどの番組で活用。
2013年11月に、JoinTVの仕組みを活用して「高齢者の支援」「災害対策支援」を行うJoinTownプロジェクトでも活用された。
2015年10月1日から、JoinTVの運営を、日本テレビが新規設立した株式会社HAROiDへ移管し、JoinTVは、HAROiDプラットフォームへ引き継がれた。

## 名前の由来
- テレビをインターネットに接続(Joint)することでテレビ番組に参加(Join)でき、視聴者同士を繋ぎ(Joint)することで嬉しい(joy)体験を提供できるテレビ(TV)と、日本テレビの略称NTVをかけて、当初はJoiNTV(Nが大文字)と称した。
- その後、一部 記事 によると2012年8月30日に日本テレビ以外のローカル局や他局への展開を睨み、サービス名の表記を日本テレビ（NTV）色の濃い「JoiNTV」から、より汎用的な「JoinTV」へと変更した。

## コンテンツ
- IT情報番組iCon